# Nettuno Baseball City
Il Nettuno Baseball City è stata una società italiana di baseball con sede a Nettuno.
Non va confuso con altre società del territorio come il Nettuno Baseball Club 1945 (erede del vecchio Nettuno BC) o il Nettuno 2.

## Storia
Il primo anno ufficiale di attività del Nettuno Baseball City è il 2015, stagione in cui la formazione Under-21 vince il titolo italiano di categoria.
All'inizio della stagione 2016 si parlava di una possibile fusione tra Nettuno Baseball City e Città di Nettuno, ma la trattativa non è andata a buon fine. Il Nettuno Baseball City sponsorizzato Angel Service prende quindi parte all'IBL 2016, il primo campionato della massima serie della propria storia: la regular season viene chiusa al 4º posto, ma nelle semifinali si impone Bologna con un 4-1 nella serie.
Nell'IBL 2017 la formazione verde-blu migliora il proprio piazzamento in regular season con un 3º posto, ma in questo caso è San Marino a superare le semifinali vincendo la serie per 3-0.
La Serie A1 2018 (nuova denominazione dell'ex IBL) vede ai nastri di partenza due formazioni nettunesi, vista l'iscrizione del Città di Nettuno. La squadra, dopo aver rischiato il ritiro per problemi finanziari, termina la stagione all'ultimo posto in classifica con 2 vittorie e 26 sconfitte.
Nel 2019 il Nettuno Baseball City rimane l'unica società nettunese della massima serie. La squadra viene rinforzata da alcuni giocatori, molti dei quali provenienti dal Rimini Baseball visto anche l'arrivo dell'ex presidente del club romagnolo Simone Pillisio. In regular season arriva un secondo posto, ma nelle semifinali play-off è ancora San Marino a passare il turno.
Nel 2020 la società non si è iscritta al campionato. Nel luglio dello stesso anno, Nettuno BC 1945 e Nettuno Baseball City ufficializzano un accordo che pone fine ad anni di divisioni, con il City che va così a confluire nel Nettuno BC 1945 creando di fatto un'unica realtà.